# کازینو انسانی
کازینو انسانی (به کره‌ای: 휴먼 카지노) یک قسمت از مجموعه تلویزیونی درامای ویژه کی‌بی‌اس است که محصول کره جنوبی در سال ۲۰۱۱ است. کارگردانی این مجموعه توسط کیم سونگ یون و نویسنده این مجموعه هیو سانگ هی بوده است. همچنین در سریال کازینو انسانی به سوزی و وویونگ به عنوان مهمان حضور افتخاری دارند این دو قبلاً در سریال رؤیای بلند با هم ایفای نقش کردند. این قسمت از سریال درامای ویژه کی‌بی‌اس از شبکه کی‌بی‌اس۲ و در روز یکشنبه ساعت ۲۳:۱۵ روی آنتن رفت.

## خلاصه داستان
جه سونگ (لی جانگ وو) دامپزشک است. او می‌خواهد با نامزد خود سو جونگ سان (کیم مین سو) ازدواج کند و قصد دارد در قایق تفریحی هانگانگ از او خواستگاری کند. در آن روز، جونگ سان ناپدید می‌شود. از آنجا که هیچ‌کس باور ندارد که جونگ سان ربوده شده است، او سعی دارد خودش او را پیدا کند که می‌فهمد جونگ سان عضوی از یک حلقه قمار است. کیم جانگ ته نقش یک شخصیت مرموز را بازی می‌کند که با آدم‌ربایی جونگ سان ارتباط دارد.

## بازیگران

### اصلی
- لی جانگ وو در نقش لی جائه سونگ
- کیم جانگ ته در نقش پونگ
- کیم مین سو در نقش سئو جونگ سان
- پارک جونگ مین در نقش چا ته اوه
- مون چان شیک در نقش ایل شیک
- لی جونگ گو در نقش رئیس‌جمهور هان
- بانگ جونگ هیون در نقش چانگهو

### مهمان
- به سوزی در نقش دوست دختر
- وویونگ در نقش دوست پسر

## ریتینگ
| قسمت | تاریخ پخش اصلی  | میانگین سهم مخاطب |
| قسمت | تاریخ پخش اصلی  | AGB Nielsen       |
| ۱    | ۲۵ سپتامبر ۲۰۱۱ | ۳٫۶٪              |
| ---- | --------------- | ----------------- |